# Pintér Elek
Pintér Elek (Mernye, 1841. november 4. – Tata, 1933. szeptember 1.) piarista szerzetes, római katolikus pap, tanár.

## Iskolái
A gimnázium negyedik osztályából vették fel a piarista rendbe. 1858/1859. évben Vácon novícius. Az 5. és 6. osztályt Kecskeméten végezte. A 7. osztályban Máramarosszigeten járt. Kolozsvárott, a 8. osztály befejezése után, 1853-ban érettségizett.

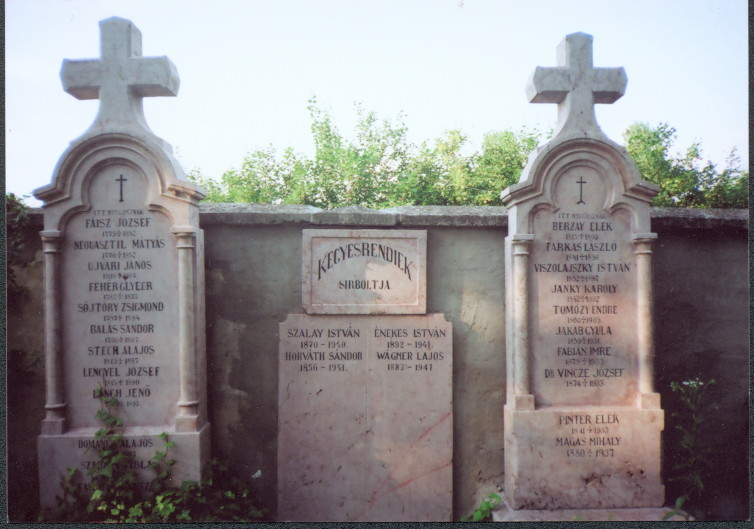
Pintér Elek sírja Tatán, a Környei úti temető piarista kriptájában

## Pályája
Egyszerű fogadalmat 1859. szeptember 23-án tette le. Ünnepélyes fogadalommal 1864. január 3-án örökre belépett a piarista rendbe. Esztergomban Scitovszky János bíboros-hercegprímás 1866. július 23-án szentelte pappá.
Tanári pályáját 1866–1879 között a történelmi Magyarország területén (Nagykároly, Kolozsvár, Léva, Selmecbánya) levő piarista gimnáziumokban töltötte el. Az 1872-1879 közötti években Nagykanizsán tanár, a magyar, latin, német nyelveket tanította. 1879-ben áthelyezték Tatára igazgatónak, ahol 1918-ig vezette a gimnáziumot és a társasházat.
1918-ban hetvenhét esztendősen vonult nyugállományba és haláláig a tatai rendházban élte nyugdíjas éveit. 92. évében, 1933. szeptember 1-jén, örökre elaludt. Sírja, a tatai Környei úti temető piarista kriptájában van.

## Iskolaépítő tevékenysége

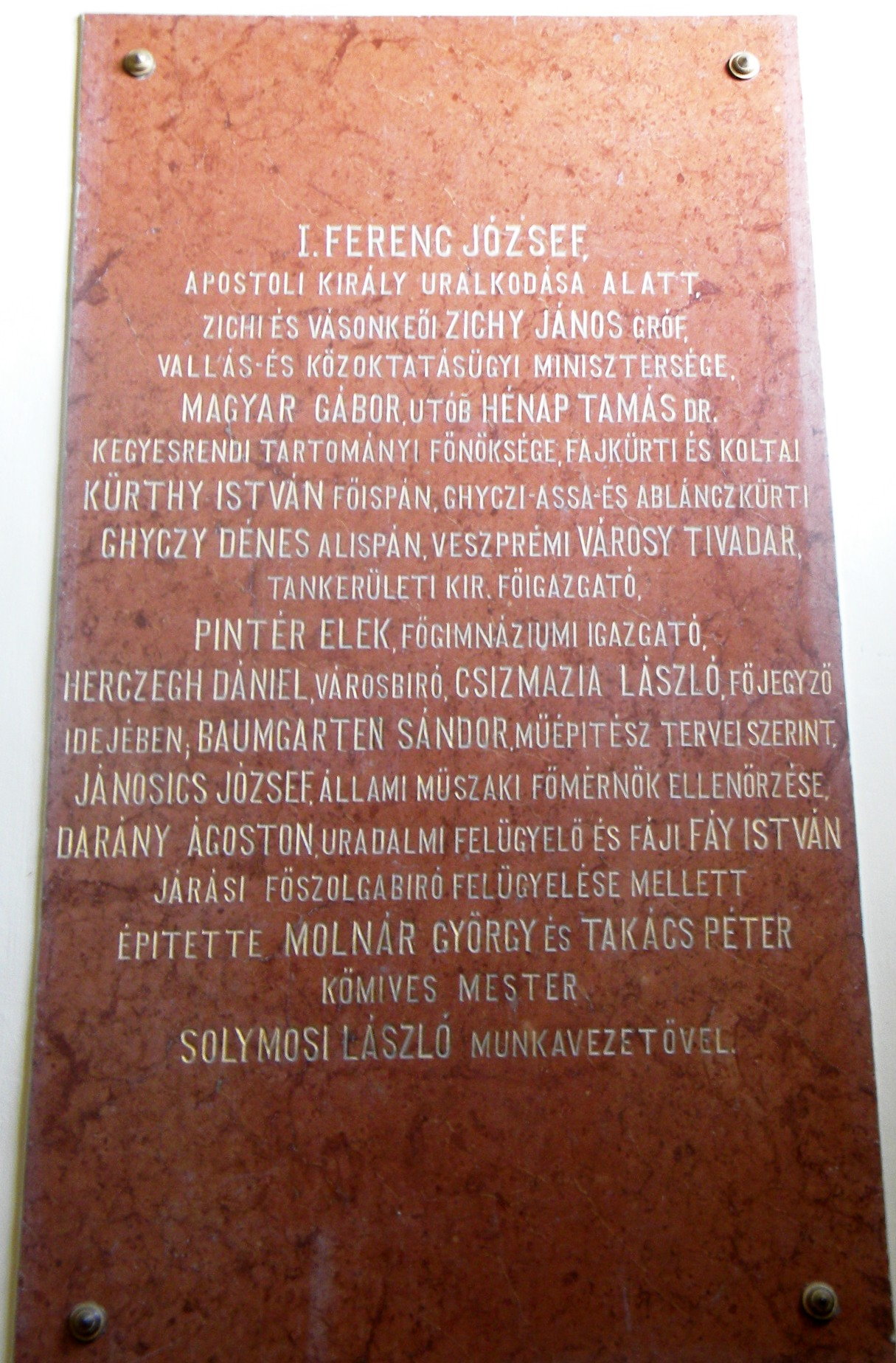
Az Eötvös József Gimnázium 1912-ben átadott új épületének emléktáblája

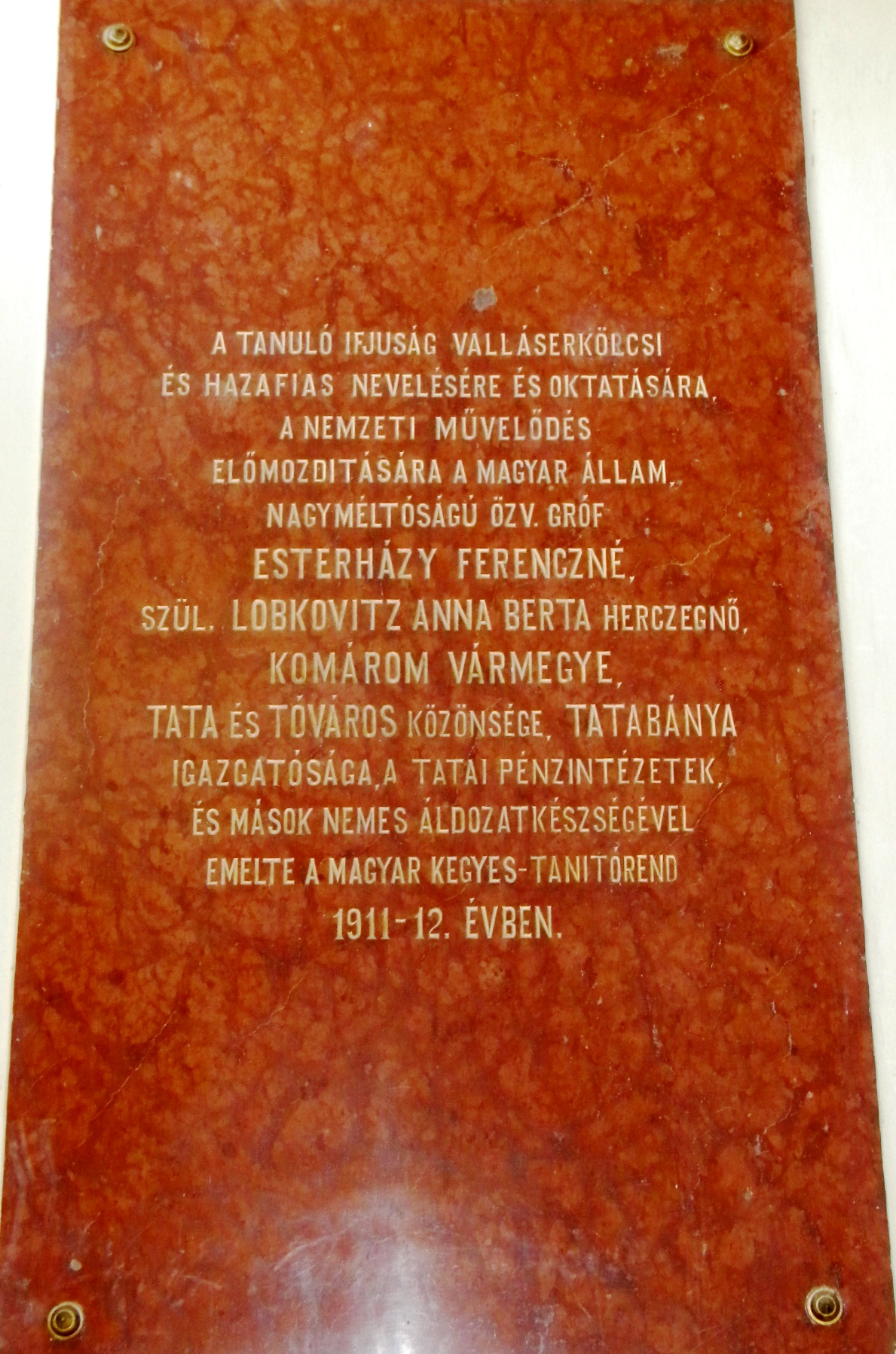
A tatai Eötvös József Gimnázium 1912-ben átadott az új épületrészének támogatói

A tanulói létszám növekedése miatt az 1890-es évekre a rendházban levő tantermek kevésnek bizonyultak. Az új kisgimnázium tervét Várnay Antal uradalmi építész készítette el. Pintér Elek kérésére gróf Esterházy Miklós anyagi támogatásával megkezdték az iskola építését. Alapkövét 1891. június 18-án tették le. 1892. szeptember 4-ére megépült a négy tágas tanterem, egy tornaterem, egy rajzterem, egy tanári szoba, könyvtár és szertárak a rendház melletti telken.
Az 1910–1911. tanévben az 5. osztály engedélyezésével megvalósulhatott Tatán a nyolcosztályos piarista főgimnázium. Helyét a rendház tópart felőli részén, a kőbányához közel, jelölték ki. A kétemeletes épület tervét Baumgarten Sándor építész készítette el. Az 1911-ben megkezdett építkezés jól haladt és 1912. október 17-én a főgimnázium hét osztályával már beköltözhetett az új épületbe. Az 1914. június 15-18. között megtartott érettségi vizsgával befejeződött a főgimnázium kiépítése.
Pintér Elek házfőnök az 1892-1893. tanévben újból megnyitotta az 1874-ben megszűnt konviktust. A bentlakásos intézetben az 1990-es évek végétől ugrásszerűen megnőtt a tanulók létszáma.

## Kitüntetése
- 1900 Ferenc József-rend lovagkeresztje

A Ferenc József-rend lovagkeresztjét Sárközy Aurél főispán tűzte fel.

## Emléke
- Emléktábla: a Tanoda tér 5. számú Eötvös József Gimnázium épületének udvarra vezető lépcsőjének két oldalán. (Elhelyezése az 1910-es években.)
- A Tanoda teret 1939–1959. közötti években Pintér Elek térnek nevezték.